# Champs, Orne
Champs är en kommun i departementet Orne i regionen Normandie i nordvästra Frankrike. Kommunen ligger i kantonen Tourouvre som tillhör arrondissementet Mortagne-au-Perche. År 2018 hade Champs 80 invånare.

## Befolkningsutveckling
Antalet invånare i kommunen Champs
| Referens: INSEE |